# جبريل ميدينا
جبريل ميدينا (بالبرتغالية: Gabriel Medina‏) هو متركمج برازيلي، ولد في 22 ديسمبر 1993 في São Sebastião, São Paulo ‏ في البرازيل.

## وصلات خارجية
- الموقع الرسمي
- جبريل ميدينا على موقع الرابطة العالمية لركوب الأمواج (الإنجليزية)
- جبريل ميدينا على موقع EncyclopediaOfSurfing.com (الإنجليزية)
- جبريل ميدينا على موقع اللجنة الأولمبية الدولية (الإنجليزية)
- جبريل ميدينا على موقع أوليمبيديا (الإنجليزية)